# Месје 22
Месје 22 (М22) је збијено звездано јато у сазвежђу Стрелац које се налази у Месјеовом каталогу објеката дубоког неба.
Деклинација објекта је - 23° 54' 10" а ректасцензија 18h 36m 24,2s. Привидна величина (магнитуда) објекта М22 износи 5,2. М22 је још познат и под ознакама NGC 6656, GCL 99, ESO 523-SC4.